# Julinho KSD
Júlio Marques Lopes (n. 16 de abril de 1998), mais conhecido pelo nome artístico Julinho KSD, é um cantor e rapper português. Editado em 2021, o seu álbum de estreia, Sabi na Sabura, alcançou o galardão de platina.

## Biografia
Julinho KSD nasceu em Portugal, filho de pais cabo-verdianos. Cresceu no bairro do Casal de São José, em Mem Martins, concelho de Sintra.
O artista começou a editar música em 2017, quando editou o single "Básico" sob a alçada dos Instinto 26, um colectivo de produção musical a que se juntou nesse ano. Na altura, ainda era jogador de futebol no Sintrense. Na época 2018/2019, lesionou-se com gravidade (fez uma rotura de ligamentos), o que o levou a desistir de prosseguir esse caminho profissional, trocando-o pela música.

## Música
Desde o início da sua carreira que Julinho KSD integra os Instinto 26, colaborando regularmente com os seus companheiros de colectivo. Em 2019, o músico assinou contrato com a Sony Music Portugal. 

### Estilo e Influências
Julinho KSD canta maioritariamente em crioulo cabo-verdiano e português, misturando ambas as línguas também com inglês. O músico reconhece a música de Cabo Verde como a maior influência no seu trabalho, citando Jorge Neto, Gil Semedo, Gilyto e a banda Ferro Gaita, que os seus pais ouviam quando era criança, como algumas das suas influências. Estes últimos parecem ter maior preponderância: KSD samplou-os na faixa “Panha Mau” do seu álbum de estreia. Em dezembro de 2021, num concerto para estação de rádio Mega Hits, o artista tocou uma versão do tema “E Si Prôpi”, um clássico dos Ferro Gaita.

### Certificações
Todos os singles que lançou atingiram a marca de platina no mercado português: “Sentimento Safari” (4x), “Vivi Good (3x), “Hoji N’ka Ta Rola (3x), “Hoji em Sa Tá Vivi” (2x), “Conclusão”, “Mama Ta Xinti” e “Stunka” (todas platina). 